# Ян Мин Хёк
Ян Мин Хёк (кор. 양민혁; родился 16 апреля 2006) — южнокорейский футболист, вингер английского клуба «Тоттенхэм Хотспур» и национальной сборной Республики Корея.

## Клубная карьера
С 2022 года выступает за клуб «Канвон». В основном составе «Канвона» 17-летний игрок дебютировал 2 марта 2024 года в матче Кей-лиги 1 против «Чеджу Юнайтед». 10 марта забил свой первый гол в Кей-лиге 1 в матче против «Кванджу».
28 июля 2024 года «Тоттенхэм Хотспур» объявил о соглашении по переходу Яна в январе 2025 года. Игрока подписал с лондонским клубом пятилетний контракт.
29 января 2025 года отправился в аренду в клуб Чемпионшипа «Куинз Парк Рейнджерс» до конца сезона.

## Карьера в сборной
Выступал за сборные Республики Корея до 16, до 17 и до 18 лет.
25 марта 2025 года дебютировал за главную сборную Республики Корея в матче против сборной Иордании.